# 25e cérémonie des European Film Awards
La 25e cérémonie des prix du cinéma européen (25th European Film Awards), organisée par l'Académie européenne du cinéma, a eu lieu le 1er décembre 2012 et a récompensé les films européens réalisés dans l'année,.

## Palmarès

### Meilleur film
- Amour  Autriche  France  Allemagne
  - Barbara  Allemagne
  - César doit mourir (Cesare deve morire)  Italie
  - Shame  Royaume-Uni
  - La Chasse (Jagten)  Danemark
  - Intouchables  France

### Meilleur réalisateur
- Michael Haneke pour Amour
  - Nuri Bilge Ceylan pour Il était une fois en Anatolie (Bir zamanlar Anadolu'da)
  - Vittorio Taviani et Paolo Taviani pour César doit mourir (Cesare deve morire)
  - Steve McQueen pour Shame
  - Thomas Vinterberg pour La Chasse (Jagten)

### Meilleur acteur
- Jean-Louis Trintignant pour le rôle de Georges dans Amour
  - Gary Oldman pour le rôle de George Smiley dans La Taupe (Tinker Tailor Soldier Spy)
  - François Cluzet pour le rôle de Philippe dans Intouchables
  - Omar Sy pour le rôle de Driss dans Intouchables
  - Michael Fassbender pour le rôle de Brandon dans Shame
  - Mads Mikkelsen pour le rôle de Lucas dans La Chasse (Jagten)

### Meilleure actrice
- Emmanuelle Riva pour le rôle d'Anne dans Amour
  - Émilie Dequenne pour le rôle de Murielle dans À perdre la raison
  - Nina Hoss pour le rôle de Barbara Wolff dans Barbara
  - Margarete Tiesel pour le rôle de Teresa dans Paradis : Amour (Paradies: Liebe)
  - Kate Winslet pour le rôle de Nancy Cowan dans Carnage

### Meilleur scénariste
- Tobias Lindholm et Thomas Vinterberg pour La Chasse (Jagten)
  - Michael Haneke pour Amour
  - Cristian Mungiu pour Au-delà des collines (După dealuri)
  - Olivier Nakache et Eric Toledano pour Intouchables
  - Roman Polanski et Yasmina Reza pour Carnage

### Meilleur directeur de la photographie
- Sean Bobbitt pour Shame
  - Bruno Delbonnel pour Faust
  - Darius Khondji pour Amour
  - Gökhan Tiryaki pour Il était une fois en Anatolie (Bir Zamanlar Anadolu'da)
  - Hoyte Van Hoytema pour La Taupe (Tinker Tailor Soldier Spy)

### Meilleur monteur
- Joe Walker pour Shame
  - Janus Billeskov Jansen et Anne Østerud pour La Chasse (Jagten)
  - Roberto Perpignani pour César doit mourir (Cesare deve morire)

### Meilleur chef décorateur européen
- Maria Djurkovic pour La Taupe (Tinker Tailor Soldier Spy)
  - Elena Zhukova pour Faust
  - Niels Sejer pour Royal Affair (En Kongelig Affære)

### Meilleur compositeur
- Alberto Iglesias pour La Taupe (Tinker Tailor Soldier Spy)
  - Cyrille Aufort et Gabriel Yared pour Royal Affair (En Kongelig Affære)
  - François Couturier pour La Petite Venise (Io sono Li)
  - George Fenton pour La Part des anges (The Angels' Share)

### Meilleur film d'animation
- Aloïs Nebel  République tchèque  Allemagne
  - Les Pirates ! Bons à rien, mauvais en tout (The Pirates! in an Adventure with Scientists)  Royaume-Uni  États-Unis
  - Arrugas  Espagne

### Meilleur film documentaire
- Hiver nomade  Suisse
  - London – The Modern Babylon  Royaume-Uni
  - Le Thé ou l'électricité  Belgique  France  Maroc

### Meilleur court métrage
- Superman, Spiderman or Batman (Superman, Spiderman sau Batman)  Roumanie
  - Back of Beyond  Royaume-Uni
  - Beast (Csicska)  Hongrie
  - How To Pick Berries (Miten marjoja poimitaan)  Finlande
  - In the Open (Im Freien)  Autriche
  - Morning of Saint Anthony's Day (Manhã de Santo António)  Portugal
  - Objection VI (Einspruch VI)  Suisse
  - Out of Frame (Titloi telous)  Grèce
  - Silent (Sessiz / Bé Deng)  Turquie
  - L'Ambassadeur et moi  Suisse
  - Demain, ça sera bien  France
  - Two Hearts  Irlande
  - Vilaine fille mauvais garçon  France
  - Villa Antropoff  Lettonie

### People's Choice Award
Prix du public sur Internet.
- Hasta la vista  Belgique

### Discovery of the Year - Prix FIPRESCI
Prix décerné par la fédération internationale de la presse cinématographique.
- Kauwboy de Boudewijn Koole  Pays-Bas
  - Broken  Royaume-Uni
  - Die Vermissten  Allemagne
  - Teddy Bear (10 timer til Paradis)  Danemark
  - Portrait au crépuscule (Портрет в сумерках)  Russie

### Prix EURIMAGES
- Helena Danielsson  Suède

### Achievement in World Cinema Award
- Helen Mirren

### Lifetime Achievement Award
- Bernardo Bertolucci